# Білорусь і війна в Нагірному Карабасі

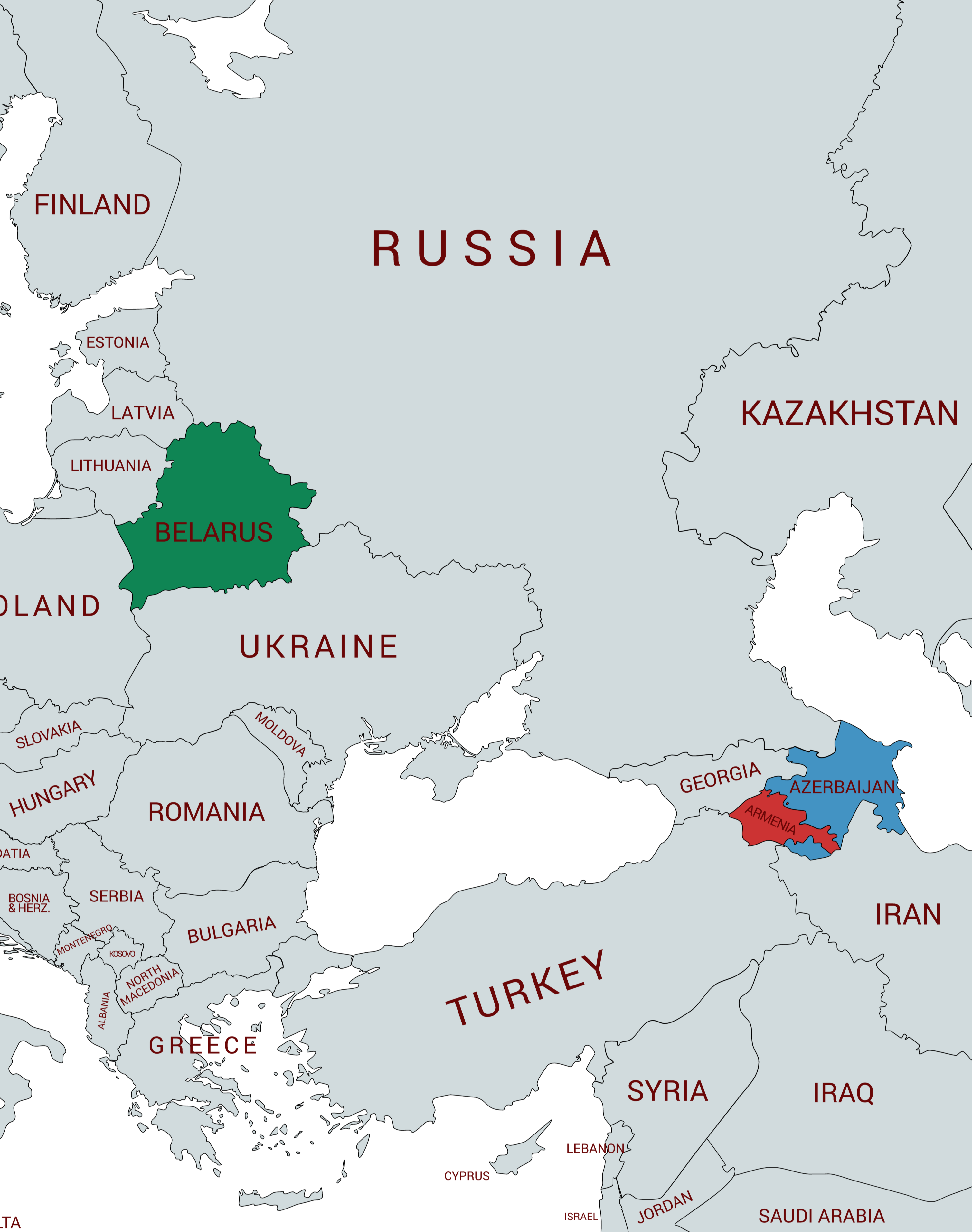
Білорусь
Вірменія
Азербайджан

Карабахський конфлікт – протистояння між Вірменією та невизнаною Нагірно-Карабахською Республікою, з одного боку, та Азербайджаном – з іншого. Каменем спотикання є Нагірний Карабах. У цьому питанні Республіка Білорусь виступає виключно за мирне врегулювання, але в той же час визнає спірний регіон азейбарджанським. Уряд намагається балансувати між ворогуючими сторонами.

## Політика і дипломатія
З 1992-го Республіка Білорусь є членом Мінської групи ОБСЄ, єдиним активним переговорним майданчиком з проблеми Нагірного Карабаху. 
У листопаді 2009 року президент Білорусії Олександр Лукашенко досить несподівано виступив з низкою заяв з питання Карабахської кризи, підкреслюючи зацікавленість своєї країни брати участь у вирішенні та інших конфліктів на пострадянському просторі.
Держава підтримує тісну політичну та економічну співпрацю з обома сторонами конфлікту, балансуючи між позиціями Вірменії та Азербайджану. Незважаючи на велику для Білорусі економічну значимість Азербайджану (як з точки зору товарообігу, так і з точки зору сальдо торгового балансу), офіційний Мінськ зміг налагодити тісні відносини з частиною вірменської політичної та ділової еліти, зокрема, з бізнесменом і політиком Гагіком Царукяном. Однак з Вірменією виникли деякі складнощі. Так, наприклад, у квітні 2016 року МЗС країни запросив білоруського посла в Єревані для пояснень заяви дипломатів Білорусії про підтримку територіальної цілісності Азербайджану. Вірменська сторона підкреслила глибоке здивування позицією своїх партнерів.

## Постачання озброєнь Азербайджану
З 2000-х років Республіка Білорусь активно поставляє військову продукцію Збройним силам Азербайджану, частина з якої була застосована в ході конфлікту в Карабасі. У їх числі за 2005— 2020 бути в наявності 131 од. Т-72, 11 од. 2С7 «Піон», 120 од. Д-30, 2 од. Т38 «Стилет», ~10 од. В-200 «Полонез», деяке число «Гроза-С» і «Гроза-6», ПТРК «Скіф» і 11 од. Су-25 (див. Экспарт ваеннай прадукцыі Беларусі). У 2018-му ключові поставки в Азербайджан білоруської військової продукції на 195 млн. $ були в серпні—вересні, в 2019 році на 100 млн. $ — в листопаді—грудні.
Торгівля озброєннями з Азербайджаном викликала крайню заклопотаність влади Вірменії.

## Відновлення
Наприкінці 2020 року лідер Азербайджану Ільхам Алієв закликав дружні країни пострадянського простору підключитися до відновлення повернутих під азербайджанський контроль територій після Другої Карабаської війни. У квітні 2021-го за підсумками переговорів з Олександром Лукашенком він заявив, що сподівається на участь білоруських компаній у відновлювальних роботах. У свою чергу Лукашенко заявив про готовність створювати разом підприємства, особливо на територіях, які відбиті в ході бойових дій 2020 року. Як зазначив міністр архітектури та будівництва Білорусії Руслан Пархамович, саме сільське господарство найбільш сильно зацікавила азербайджанських колег. За подобою білоруських агромістечок планується забудова Нагірного Карабаху. Йдеться в цілому про відновлення всієї інфраструктури, де передбачається як житлова забудова, так і соціальні об’єкти. Також йшлося про відновлення гідроелектростанцій.